# 天成 (南梁)
天成（555年五月—十月）是南朝梁政權貞陽侯蕭淵明的年号，共计6个月。

## 纪年
| 天成 | 元年  |
| ---- | ----- |
| 公元 | 555年 |
| 干支 | 乙亥  |

## 同期存在的其他政权年号
- 中國
  - 天保（550年五月—559年十二月）：北齊政权北齊文宣帝高洋年号
  - 大定（555年正月—562年正月）：西梁政權梁宣帝蕭詧的年号
  - 建昌（555年—560年）：高昌政权麴寶茂年号
- 朝鮮半島
  - 開國（551年—568年）：新羅真興王的年號

## 参看
- 中國年號索引
- 其他使用天成年號的政權